# Chiloglanis
Chiloglanis  é um género de peixes da ordem Siluriformes, familia Mochokidae. As espécies de Chiloglanis possuem lábios e barbas modificadas para formar uma boca adaptada a sucção.

## Espécies
O género possui as seguintes 51 espécies:
- Chiloglanis angolensis Poll, 1967
- Chiloglanis anoterus R. S. Crass, 1960
- Chiloglanis asymetricaudalis De Vos, 1993
- Chiloglanis batesii Boulenger, 1904
- Chiloglanis benuensis Daget & Stauch, 1963
- Chiloglanis bifurcus R. A. Jubb & Le Roux, 1969
- Chiloglanis brevibarbis Boulenger, 1902
- Chiloglanis cameronensis Boulenger, 1904
- Chiloglanis carnosus T. R. Roberts & D. J. Stewart, 1976
- Chiloglanis congicus Boulenger, 1920
- Chiloglanis deckenii W. K. H. Peters, 1868
- Chiloglanis devosi R. C. Schmidt, H. L. Bart & Nyingi, 2015[1]
- Chiloglanis disneyi Trewavas, 1974
- Chiloglanis elisabethianus Boulenger, 1915
- Chiloglanis emarginatus R. A. Jubb & Le Roux, 1969
- Chiloglanis fasciatus Pellegrin, 1936
- Chiloglanis harbinger T. R. Roberts, 1989
- Chiloglanis igamba Friel & Vigliotta, 2011[2]
- Chiloglanis kalambo Seegers, 1996
- Chiloglanis kazumbei Friel & Vigliotta, 2011[2]
- Chiloglanis kerioensis R. C. Schmidt, H. L. Bart & Nyingi, 2015[1]
- Chiloglanis lamottei Daget, 1948
- Chiloglanis lufirae Poll, 1976
- Chiloglanis lukugae Poll, 1944
- Chiloglanis macropterus Poll & D. J. Stewart, 1975
- Chiloglanis marlieri Poll, 1952
- Chiloglanis mbozi Seegers, 1996
- Chiloglanis micropogon Poll, 1952
- Chiloglanis microps Matthes, 1965
- Chiloglanis modjensis Boulenger, 1904
- Chiloglanis mongoensis R. C. Schmidt & Barrientos, 2019[3]
- Chiloglanis neumanni Boulenger, 1911
- Chiloglanis niger T. R. Roberts, 1989
- Chiloglanis niloticus Boulenger, 1900
- Chiloglanis normani Pellegrin, 1933
- Chiloglanis occidentalis Pellegrin, 1933
- Chiloglanis orthodontus Friel & Vigliotta, 2011[2]
- Chiloglanis paratus R. S. Crass, 1960
- Chiloglanis pojeri Poll, 1944
- Chiloglanis polyodon Norman, 1932
- Chiloglanis polypogon T. R. Roberts, 1989
- Chiloglanis pretoriae van der Horst, 1931
- Chiloglanis productus H. H. Ng & R. M. Bailey, 2006[4]
- Chiloglanis reticulatus T. R. Roberts, 1989
- Chiloglanis rukwaensis Seegers, 1996
- Chiloglanis ruziziensis De Vos, 1993
- Chiloglanis sanagaensis T. R. Roberts, 1989
- Chiloglanis sardinhai Ladiges & Voelker, 1961
- Chiloglanis somereni Whitehead, 1958
- Chiloglanis swierstrai van der Horst, 1931
- Chiloglanis trilobatus Seegers, 1996
- Chiloglanis voltae Daget & Stauch, 1963